# Colorless green ideas sleep furiously

（中文：「沒有顏色的綠色想法瘋狂地睡覺」）是由著名語言學家杭士基於1955年寫下的一句英文句子。杭士基寫這句的用意是用來說明合乎文法的句子可能是沒有意義的，意即一句話可以在文法上正確，而在語義上可能絲毫沒有任何意義。